# Retka bolest
Retka bolest je ona bolest od koje boluje mali procenat čovečanstva. Od retkih bolesti boluje 1 od 2.000 do 1 od nekoliko stotina hiljada ljudi. U celom svetu oko 350 miliona ljudi boluje od više od 7.000 različitih retkih bolesti. Terapije postoje za samo 5% retkih bolesti.
Kriterijumi po kojima se neka bolest svrstava u kategoriju retkih su različiti od države do države. U Evropskoj uniji retka bolest je ona od koje boluje manje od 5 ljudi na 10.000 stanovnika.
Zajedničke karakteristike retkih bolesti su da se prvi simptomi kod polovine pacijenata otkrivaju odmah posle rođenja i prvim godinama detinjstva, da su uglavnom genetskog porekla i da najčešće prouzrokuju trajni invaliditet.
U Srbiji oko 500 000 građana živi sa nekom retkom bolešću. Uprkos međusobnoj različitosti, osobe sa retkim bolestima i njihove porodice suočavaju se sa istim brojnim teškoćama koje proističu iz retkosti:
- nedostupnost dijagnoze
- nedostatak informacija i naučnog znanja: o samoj bolesti, gde dobiti pomoć, uključujući i nedostatak kvalifikovanih stručnjaka
- nedostatak proizvoda i odgovarajućih medicinskih pomagala
- nedostatak kvalitetne zdravstvene zaštite: ostaju isključeni iz zdravstvene zaštite, čak i kada imaju validnu dijagnozu
- visoka cena postojećih lekova i lečenja dovodi do siromaštva porodice i smanjenja dostupnosti lečenja
- nejednakost: i kada lekari postave dijagnozu i žele da leče osobu sa retkom bolešću, administrativno ne mogu

Što za posledicu ima:
- često postavljanje pogrešne dijagnoze i neadekvatne terapije
- socijalne posledice: stigmatizaciju, izolaciju, diskriminaciju, smanjenje profesionalnih mogućnosti.

Neke od retkih bolesti:
- Amiotrofična lateralna skleroza
- Arnold-Kjarijeva malformacija
- Fridrajhova ataksija
- Kostmanov sindrom
- Marfanov sindrom
- Progerija

## Spoljašnje veze
- Nacionalna organizacija za retke bolesti Srbije